# Natalicio Talavera (poeta)
Natalicio de María Talavera (Villarrica, 8 settembre 1839 – Paso Pucù, 11 ottobre 1867) è stato un giornalista e poeta paraguaiano che fu soldato e corrispondente durante la guerra della triplice alleanza. 
Considerato il primo poeta del Paraguay indipendente, in suo onore è stata istituita la Giornata del poeta paraguaiano con decorrenza l'11 ottobre.

## Biografia

### Gioventù e formazione
Nacque da José Carmelo Talavera e Antonia Alarcón. Studiò dapprima nella sua città natale e successivamente ad Asunción con il maestro Juan Pedro Escalada. A 16 anni si iscrisse alla scuola secondaria diretta dal maestro spagnolo Ildefonso Antonio Bermejo, poi studiò alla Scuola di aritmetica diretta da Miguel Rojas e, secondo fonti non confermate, seguì anche lezioni di matematica e morale con il professore francese Francisco Sauvageod de Dupuis.

### Carriera
Iniziò la sua attività letteraria nel 1860 collaborando alla rivista La Aurora e quando scoppiò la guerra della triplice alleanza si arruolò nell'esercito con il grado di tenente.
Venne inviato nel sud del territorio, dove divenne corrispondente di battaglia. A partire dal 17 giugno 1865 iniziò a inviare le notizie da lui reperite al telegrafo nazionale, sotto la direzione del signor Saturio Ríos, che vennero pubblicate nel Semanario. Continuò a scrivere fino al 28 settembre 1867.
Talavera fondò insieme al colonnello Juan Crisóstomo Centurión il giornale Cabichu'i, scritto in spagnolo e guaraní, una rivista di satira e caricatura stampata appositamente per il divertimento e l'informazione dei soldati. Collaborò anche al giornale El centinela.

### Morte
Talavera morì all'età di 28 anni, vittima del colera contratto in guerra. Fu sepolto nel cimitero di Paso Pucú.

## Opere
I suoi primi saggi vennero pubblicati sulla rivista La Aurora. Scrisse articoli, racconti, romanzi e una traduzione dal francese.
Nel 1858 pubblicò "Guerra del Paraguay", con il sottotitolo "Natalicio Talavera", un libro di 137 pagine che contiene illustrazioni provenienti dal Cabichu'i. Fu il primo a scrivere una biografia del generale Díaz e a commentare il trattato segreto della triplice alleanza pubblicato su El Semanario.
Già nel XX secolo diversi autori famosi si sono occupati dell'autore, come Ignacio A. Pane nel suo scritto La intelectualidad paraguaya, Juan Emiliano O'Leary con Natalicio Talavera e molti altri.

## Onorificenze e commemorazioni
Nel 1918, sotto la presidenza di Manuel Franco, fu fondata la città paraguaiana di Natalicio Talavera. Per le sue azioni nella guerra della triplice alleanza fu insignito dell'Ordine Nazionale del Merito.
Il Centro Guaireño de Asunción chiese al Ministero dell'Istruzione e della Cultura di dichiarare l'11 ottobre Giornata del poeta paraguaiano, richiesta che fu accolta nel 1971 con la risoluzione n. 248.